# Ischnocolus maroccanus
Ischnocolus maroccanus är en spindelart som först beskrevs av Simon 1873.  Ischnocolus maroccanus ingår i släktet Ischnocolus och familjen fågelspindlar. Inga underarter finns listade i Catalogue of Life.